# Kamil Niedziałomski
Kamil Niedziałomski – polski matematyk; doktor habilitowany nauk ścisłych i przyrodniczych; ekspert w dziedzinie geometrii różniczkowej, struktur konforemnych i rzutowych, grafiki komputerowej oraz algebry liniowej związany z Katedrą Geometrii na Wydziale Matematyki i Informatyki Uniwersytetu Łódzkiego; autor książek i podręczników dotyczących całek i granic i pochodnych.
Stopień doktora uzyskał w 2008 roku na podstawie pracy Dyfeomorfizmy konforemne na liściach foliacji przygotowanej pod kierunkiem Antoniego Pierzchalskiego. Habilitował się w 2020 roku, przedstawiając pracę Struktury geometryczne poprzez skręcenie wewnętrzne i transformatę Newtona.

## Wybrane publikacje
• Diffeomorphisms conformal on distributions
• A Note on Invariant Description of SU(2)–Structures in Dimension 5
• An integral formula for G2–structures